# Batman: Bad Blood
Batman: Bad Blood è un film d'animazione del 2016 diretto da Jay Oliva facente parte dei DC Universe Animated Original Movies. È il seguito di Batman vs. Robin ed è il sesto capitolo del cosiddetto DC Animated Movie Universe.

## Trama
La nuova vigilante di Gotham, Batwoman, interrompe la riunione di alcuni supercriminali in un capannone: arriva anche Batman, che viene affrontato dal leader dei criminali, che si fa chiamare Eretico; questi ha facilmente la meglio su Batwoman, che viene salvata all'ultimo da Batman prima che Eretico faccia saltare in aria il posto.
Due settimane dopo Bruce non è ancora tornato a casa e Alfred, preoccupato, chiama Dick, che decidere di sostituire il suo mentore e che viene presto raggiunto da Damian, tornato a Gotham dal monastero sull'Himalaya non appena scoperta la scomparsa del padre. Dick e Damian hanno quindi modo di incontrare Batwoman mentre Eretico e il resto dei criminali assaltano le Wayne Enterprises costringendo Lucius Fox a farli entrare nel caveau nonostante la presenza del figlio di quest'ultimo, Luke, che si oppone coraggiosamente ma inutilmente. Damian e Dick giungono rapidamente sul posto, ma non riescono ad impedire il furto di una valigetta contenente della avanzata tecnologia.
Il gruppo di criminali ritorna quindi al suo covo, dove Talia al Ghul, servendosi del Cappellaio Matto, sta conducendo un lavaggio del cervello ai danni di Bruce per portarlo definitivamente dalla sua parte. Poco dopo Eretico si reca alla Batcaverna e rapisce Robin; una volta condotto dalla madre, Eretico rivela di essere un clone del piccolo e che presto anche Damian subirà la stessa sorte del padre e che i suoi ricordi verranno impiantati in lui, rendendolo il figlio e l'arma perfetta per Talia. Grazie al GPS nella tuta di Robin, Dick e Batwoman (che come scoperto da Bruce è una sua amica d'infanzia, Kate Kane) riescono ad arrivare sul posto assieme a Luke, che indossata un'avanzatissima tuta hi-tech ha assunto l'identità di Batwing. I tre riescono a salvare Bruce e Damian, ma Talia e i suoi uomini (escluso Eretico, ucciso proprio da lei) riescono a fuggire.
Una settimana dopo si tiene il meeting mondiale sulla tecnologia: Kate rivela a Nightwing e Robin che suo padre, anch'egli sottoposto al lavaggio del cervello, ha tentato di ucciderla e quindi capiscono che anche Bruce non è ancora tornato alla normalità. Durante l'evento, infatti, Talia progetta di sottomettere i leader mondiali presenti grazie a Tetch e alla tecnologia rubata per dominare il mondo e superare addirittura suo padre Ra's; Dick, Damian, Luke e Kate intervengono e riescono a fermare il folle progetto della donna malvagia. Nightwing, in particolare, riesce a far rinsavire Batman, che si scusa con lui e il figlio per aver preso parte, anche se involontariamente, al piano di Talia. Questa intanto fugge ma viene inseguita da Onyx, sottoposta di Eretico, che si vendica di lei facendola cadere in mare con la navetta usata per la fuga.
Qualche tempo dopo la nuova Bat-family si lancia all'inseguimento del Pinguino, braccato dalla polizia, mentre da un edificio vicino vengono seguiti da Batgirl.